# Katrin Schweiger
Katrin Schweiger (* 17. Juni 1987 in Kelheim, Niederbayern) ist eine deutsche Komponistin, Sängerin, Dirigentin, Musikproduzentin, Texterin und Musikpädagogin.

## Leben
Katrin Schweiger wuchs in Dietfurt a.d. Altmühl in einer musikalischen Familie auf. Sie machte ihr Abitur am Gymnasium Parsberg. Sie sang in verschiedenen Chören, erhielt Unterricht in Gesang, Querflöte, Gitarre und Klavier. Sie spielte mit 13 Jahren in ihrer ersten Rockband E-Gitarre, sang im Kirchenchor, spielte in verschiedenen Orchestern Percussion und organisierte selbst Benefiz-Konzerte am Ort.
Schweiger studierte von 2006 bis 2010 Musik und Englisch (Lehramt) an der Universität Regensburg mit den Fächern Gesang und Klavier und schloss den Diplomstudiengang „Filmmusik und Sounddesign“ an der Filmakademie Baden-Württemberg 2013 mit Bestnoten ab. Sie erhielt Privatunterricht bei den Komponisten und Dirigenten Graham Buckland und Rainer Bartesch. Sie absolvierte 2016 die Hollywood Masterclass „Arranging for Big Band and Springs in Popmusik“ bei Chris Walden. Nach dem Studium zog sie 2013 nach München und blieb dort bis 2020. Für ihre Anstellung am Salzburger Landestheater zog sie nach Salzburg und lebt seit 2024 wieder in Dietfurt.

## Karriere
Von 2011 bis 2022 arbeitete Schweiger selbstständig als Komponistin, Dirigentin, Sängerin, Musikpädagogin und Musikproduzentin in München und Dietfurt. Von 2012 bis 2019 unterrichtete sie als Gastdozentin an der Filmakademie Baden-Württemberg. Von Februar 2022 bis Februar 2024 arbeitete sie als angestellte Hauskomponistin und musikalische Leiterin im Bereich Schauspiel und Musical am Salzburger Landestheater, wo sie auch Vokal-Coaching für das Schauspiel Ensemble gab. Sie war Teil der Jury für den Deutschen Musical Theater Preis 2023. Ihre Musik ist auf den einschlägigen Streaming-Plattformen veröffentlicht, z. B. auf Spotify und YouTube. Seit Februar 2024 ist sie wieder selbstständig.

## Auszeichnungen
2023: Ehrenpreis der Jury beim Deutschen Musical Theater Preis für ihre Arbeit mit dem Kinder- und Jugendensemble des Salzburger Landestheaters zu ihrem Musical „Das fliegende Klassenzimmer“.

## Kompositionen (Auszug)
- 2020: Home-Stage – ein Online Musical
- 2020: The Raven – Virtual Reality Film für VR-Brillen über das gleichnamige Gedicht von Edgar Allen Poe.
- 2023: Das fliegende Klassenzimmer – Musical für das Salzburger Landestheater.[6]
- 2023: Die unendliche Geschichte – Schauspielmusik für das Salzburger Landestheater.[7]
- 2023: Lorax – Schauspielmusik für das Salzburger Landestheater.
- 2023: Wickie und die starken Männer – Schauspielmusik für das Salzburger Landestheater.
- 2024: Der Lauf des Lebens – Ein dokumentarisches Sport Musical. Auftragswerk für das Salzburger Landestheater.[8]

## Orchestration / Arrangements (Auszug)
2015: „Der Untergang“ – Filmmusik Symphonie Orchester Arrangement; Komponist: Stephan Zacharias; Aufführung: „Movie Night“ der Bayerischen FilmFoniker, im Gasteig, Philharmonie, München.
2015: „Cloud Atlas“ – Filmmusik Symphonie Orchester Arrangement. Komponist: Reinhold Heil, Tom Tykwer, Johnny Klimek. Aufführung: „Movie Night“ der "Bayerischen FilmFoniker, im Gasteig, Philharmonie, München.
2015: „Tango Joe“ – Symphonie Orchester Arrangement des Songs aus dem Film „Schtonk“; Komponist: Konstantin Wecker; Aufführung: „Movie Night“ der Bayerischen FilmFoniker, im Gasteig, Philharmonie, München.
2023: Orchestration von „Cerf volant“ für das Mozarteumsorchester Salzburg anlässlich der Neueröffnungsgala des Salzburger Landestheaters.